# Cyclopina steueri
Cyclopina steueri is een eenoogkreeftjessoort uit de familie van de Cyclopinidae. De wetenschappelijke naam van de soort is voor het eerst geldig gepubliceerd in 1923 door Früchtl.